# Nyctiophylax taiwanensis
Nyctiophylax taiwanensis är en nattsländeart som beskrevs av Li-Peng Hsu och Chin-Seng Chen 1996. Nyctiophylax taiwanensis ingår i släktet Nyctiophylax och familjen fångstnätnattsländor. Inga underarter finns listade i Catalogue of Life.